# Floriano Souza
Floriano Claudino de Souza, noto semplicemente come Floriano Souza (Rio de Janeiro, 13 agosto 1981), è un ex calciatore brasiliano naturalizzato equatoguineano, di ruolo centrocampista.

## Carriera

### Club
Ha sempre giocato dalla sesta all'ottava serie del campionato brasiliano, tranne una parentesi in patria con il The Panters Luba.

### Nazionale
Ha esordito con la Nazionale equatoguineana nel 2012.